# Hans-Jürgen Fritz
Hans-Jürgen Fritz (ur. 2 czerwca 1941) – wschodnioniemiecki żużlowiec, występujący również na lodzie.

## Życiorys
Sześciokrotny medalista indywidualnych mistrzostw NRD: trzykrotnie złoty (1970, 1971, 1972), dwukrotnie srebrny (1965, 1974) oraz brązowy (1964). Siedmiokrotny złoty medalista drużynowych mistrzostw NRD (1967, 1968, 1972, 1973, 1974, 1977, 1978).
Uczestnik finału światowego indywidualnych mistrzostw świata (Wrocław 1970 – XII miejsce). Wielokrotny reprezentant NRD w eliminacjach drużynowych mistrzostw świata.
Zdobywca III miejsca w turnieju o Zlatą Přilbę w Pardubicach (1971). Zdobywca II miejsca w memoriale Zbigniewa Raniszewskiego (Bydgoszcz 1971).